# Старое Гришкино
 Старое Гришкино  — село в Менделеевском районе Татарстана.  Административный центр Старогришкинского сельского поселения.

## География
Находится в северо-восточной части Татарстана на расстоянии приблизительно 3 км на северо-запад по прямой от районного центра города Менделеевск.

## История
Известно с 1710 года. В годы коллективизации был создан колхоз им. Азина, позже работал совхоз «Азинский».

## Население
В селе числилось в 1836 – 285 жителей, в 1859 - 379, в 1864 - 405, в 1887 - 788, в 1905 - 1009, в 1911 - 1020, в 1920 - 1087, в 1926 - 1057, в 1938 - 1260, в 1949 - 829, в 1958 - 690, в 1970 - 695, в 1979 - 611, в 1989 - 583. Постоянное население составляло 546 человек  (татары 38%, кряшены 57%) в 2002 году, 547 в 2010. По данным сельского поселения татары-кряшены составляли 95% населения.

## Достопримечательности
Георгиевская церковь.